# Satcom (satélite)

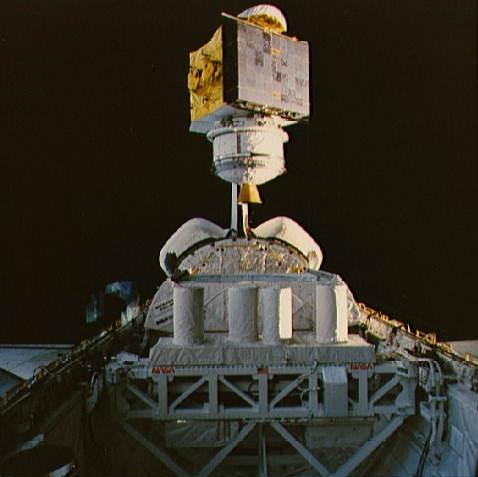
STS-61-C SATCOM Ku-1

A série Satcom era uma família de satélites de comunicações originalmente desenvolvido e operado pela RCA American Communications (RCA Americom). O Satcom 1 foi um dos primeiros satélites geoestacionários, o primeiro era os da série Syncom, em 1964. O primeiro satélite da Satcom, o Satcom 1, foi lançado em 13 de dezembro de 1975. O último satélite, o Satcom K2, foi colocado em órbita em 27 de Novembro de 1985, e saiu de serviço em fevereiro de 2002. Os satélites Satcom foram substituídos posteriormente pelos satélites da série GE.
O sistema Satcom passou para a General Electric com a compra da RCA em 1986. A RCA Americom tornou GE American Communications (GE Americom) e a divisão de construção de satélite tornou-se GE Astro Space. A GE Astro Space foi vendido para a Martin Marietta (atual Lockheed Martin Space Systems) em 1993. Em 2001, a GE vendeu GE Americom a SES Global, criando SES Americom.

## Satéites
| Nome      | Fabricante            | Data de lançamento     | Veículo lançador     | Comentários                                                               |
| --------- | --------------------- | ---------------------- | -------------------- | ------------------------------------------------------------------------- |
| Satcom 1  | RCA Astro Electronics | 12 de dezembro de 1975 | Delta 3000           |                                                                           |
| Satcom 2  | RCA Astro Electronics | 26 de março de 1976    | Delta 3000           |                                                                           |
| Satcom 3  | RCA Astro Electronics | 07 de dezembro de 1979 | Delta 3000           | Falha durante GTO, destruído                                              |
| Satcom 1R | RCA Astro Electronics | 11 de abril de 1983    | Delta 3000           | Substituiu o Satcom 1                                                     |
| Satcom 2R | RCA Astro Electronics | 08 de setembro de 1983 | Delta 3000           |                                                                           |
| Satcom 3R | RCA Astro Electronics | 20 de novembro de 1981 | Delta 3000           | Substituiu o destruído Satcom 3                                           |
| Satcom 4  | RCA Astro Electronics | 16 de janeiro de 1982  | Delta 3000           |                                                                           |
| Satcom 5  | RCA Astro Electronics | 28 de outubro de 1982  | Delta 3000           | Também conhecido por Aurora 1                                             |
| Satcom 4R | Hughes                | 08 de novembro de 1984 | STS-51-A (Discovery) | Lançado como Anik D2, comprado em órbita                                  |
| Satcom C1 | GE Astro Space        | 20 de novembro de 1990 | Ariane 42P           | Substituiu o Satcom 1R                                                    |
| Satcom C3 | GE Astro Space        | 11 de setembro de 1992 | Ariane 44LP          |                                                                           |
| Satcom C4 | GE Astro Space        | 31 de agosto de 1992   | Delta II (7925)      |                                                                           |
| Satcom C5 | GE Astro Space        | 29 de maio de 1991     | Delta II (7925)      | Também conhecido por Aurora 2                                             |
| Satcom K1 | RCA Astro Electronics | 12 de janeiro de 1986  | STS-61-C (Columbia)  |                                                                           |
| Satcom K2 | RCA Astro Electronics | 27 de novembro de 1985 | STS-61-B (Atlantis)  |                                                                           |
| Satcom K3 | GE Astro Space        | 02 de março de 1991    | Ariane 44LP          | Vendido durante a sua construção para a SES; lançado como Astra 1B        |
| Satcom K4 | GE Astro Space        | 09 de junho de 1992    | Atlas II             | Vendido durante a sua construção para a Intelsat; lançado como Intelsat K |